# Matteo Lucchesi
Matteo Lucchesi (Venezia, 1705 – Venezia, 1776) è stato un ingegnere e architetto italiano.

## Biografia

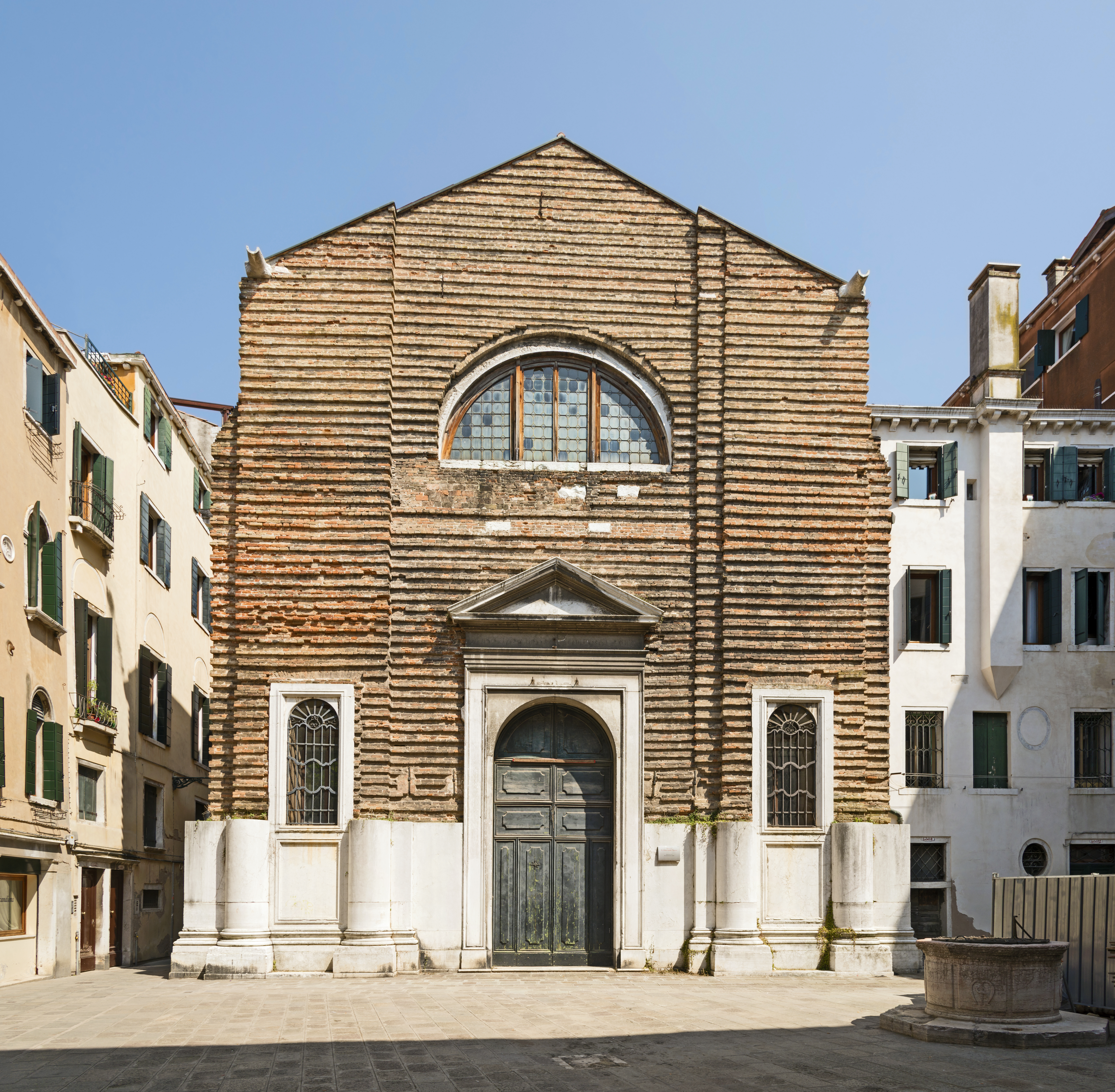
Chiesa di San Giovanni Nuovo a Venezia

Figlio di Valentino Lucchesi, già capitano della milizia interna cittadina, dal 1724 al 1729 fu a Padova per seguire i corsi "artisti", in particolare quelli tenuti da Giovanni Poleni. Studiò con Tommaso Temanza con il quale strinse una profonda amicizia e assieme a lui fece praticantato sotto la guida di Giovanni Scalfarotto, proto ai Savi ed esecutori alle acque. La relazione fra i due fu rafforzata non solo dalla comune professione, ma anche dalla vicinanza ideologica che li vedeva entrambi strenui oppositori dell'illuminismo.
La sua attività presso i Savi ed esecutori alle acque è attestata per la prima volta con una mappa del delta del Po datata 1731. Nel 1734 si occupò del rilevamento delle terre bonificate tra il canale di Sant'Erasmo e le "cavane vecchie". Nel 1739 sottoscrisse con il Temanza uno studio sulle piene del Tergola, mentre nel 1746 redasse una mappa dei terreni che la Scuola Grande di San Marco deteneva ai Bottenighi. Due anni dopo disegnò, con il Temanza e Tommaso Scalfarotto, una mappa dei beni del monastero di Santa Caterina a Mazzorbo distribuiti lungo il canale Liogrande. Realizzò, inoltre, un rilevamento della valle e del bosco di Montona, proprietà dei Diedo.
Come proto del Magistrato alle acque risultò in contatto con Giovanni Poleni sempre su questioni idrauliche, a dimostrazione che tra il Lucchesi e il maestro sussisteva un rapporto di collaborazione. 
Ebbe come allievo Giovanni Battista Piranesi, figlio di sua sorella Laura; tuttavia, insofferente alla materia e anche all'insegnamento dello zio, passò ben presto nello studio di Carlo Zucchi e infine fuggì a Roma dove si dedicò al disegno. Secondo il Temanza lo scontro fu dovuto al "genio stravagante" di entrambi.
Nel 1749 produsse testi e disegni riguardanti le fabbriche di Rialto, raccolti poi dal Poleni. Nel 1750 il Magistrato alle acque lo incaricò con il proto ai Fiumi Giovanni Filippini per eseguire una perizia sul ponte di Bassano; i due conclusero che i piloni fossero da ricostruire non in legno, ma in pozzolana. Nel 1760 inviò, sempre al Magistrato alle acque, uno studio sul progetto di un canale di scolo per rimediare alle alluvioni dell'isola di Ariano. Lo scavo del corso d'acqua, che iniziava nel territorio di Ferrara, era stato già concepito dagli ingegneri di questa città, ma non aveva ancora visto alcuna proposta veneta.
Dal 1762 fu impegnato nella ricostruzione della chiesa veneziana di San Giovanni Nuovo, da lui soprannominata "Redentore redento" perché diceva di essersi ispirato alla chiesa del Redentore del Palladio correggendo però alcuni errori compositivi. La facciata rimase incompiuta; le parti poste in opera, e in particolare la struttura interna, rivelano il gusto neoclassico dell'architetto.
Dal 1768 al 1775, con la supervisore degli Scansadori alle spese superflue, diresse la costruzione del Monte di Pietà di San Daniele del Friuli. Si occupò anche del rimaneggiamento dell'Ospedaletto di Baldassarre Longhena.
Ma la sua opera di maggior pregio è il castello di Polcenigo, villa veneta ricavata dai resti di un antico fortilizio su commissione dell'omonima famiglia. L'edificio, in seguito abbandonato e oggi ridotto a rudere, mostra interessanti soluzioni che adattano al neoclassicismo gli elementi del tardobarocco.